# Sant Víctor de Senterada
Sant Víctor de Senterada és una església de Senterada (Pallars Jussà) inclosa a l'Inventari del Patrimoni Arquitectònic de Catalunya.

## Descripció
Capella de l'antic cementiri, enlairat a sobre d'un roquís que domina al poble. És una nau amb volta de canó rebaixada i absis semicircular, amb arc triomfal. La façana d'accés, a ponent, té una petita porta amb òcul superior. La coberta de dues vessants cobreix també l'absis.
Està dedicada a sant Víctor I, Papa i màrtir del segle ii i té uns Goigs dedicats en motiu de la restauració de l'ermita de l'any 1988.